# 阿蒂拉 (巴拉圭)

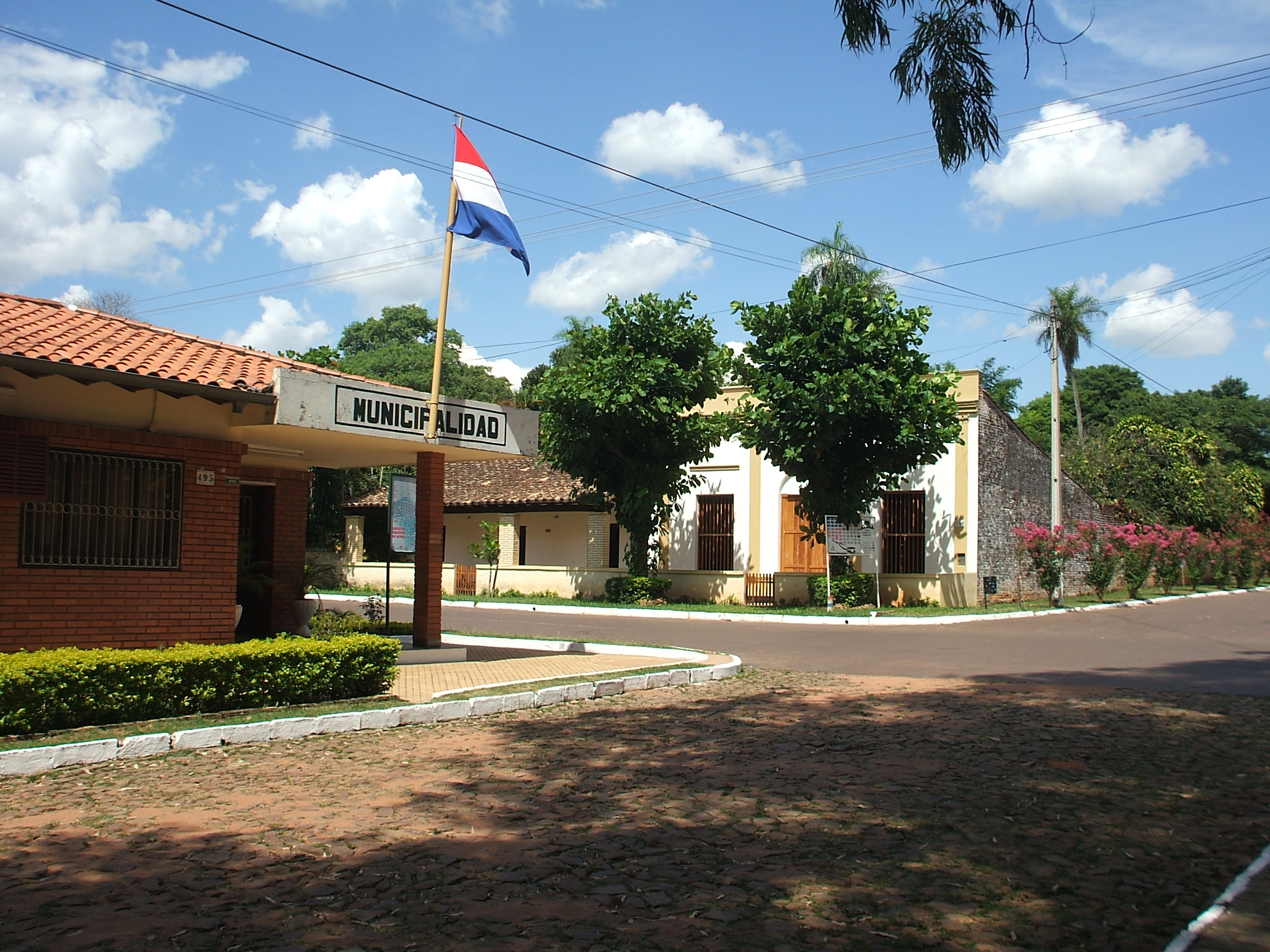

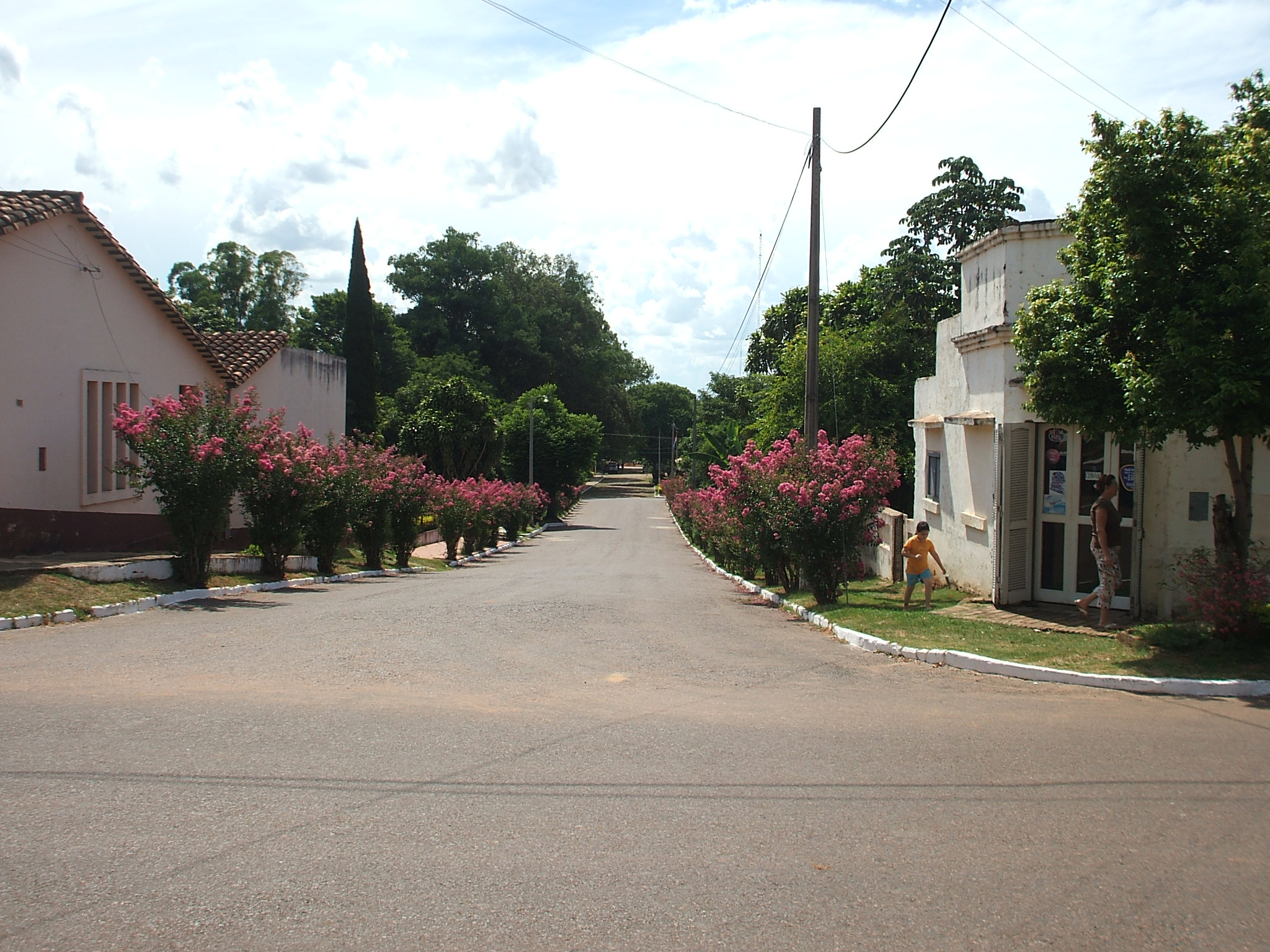

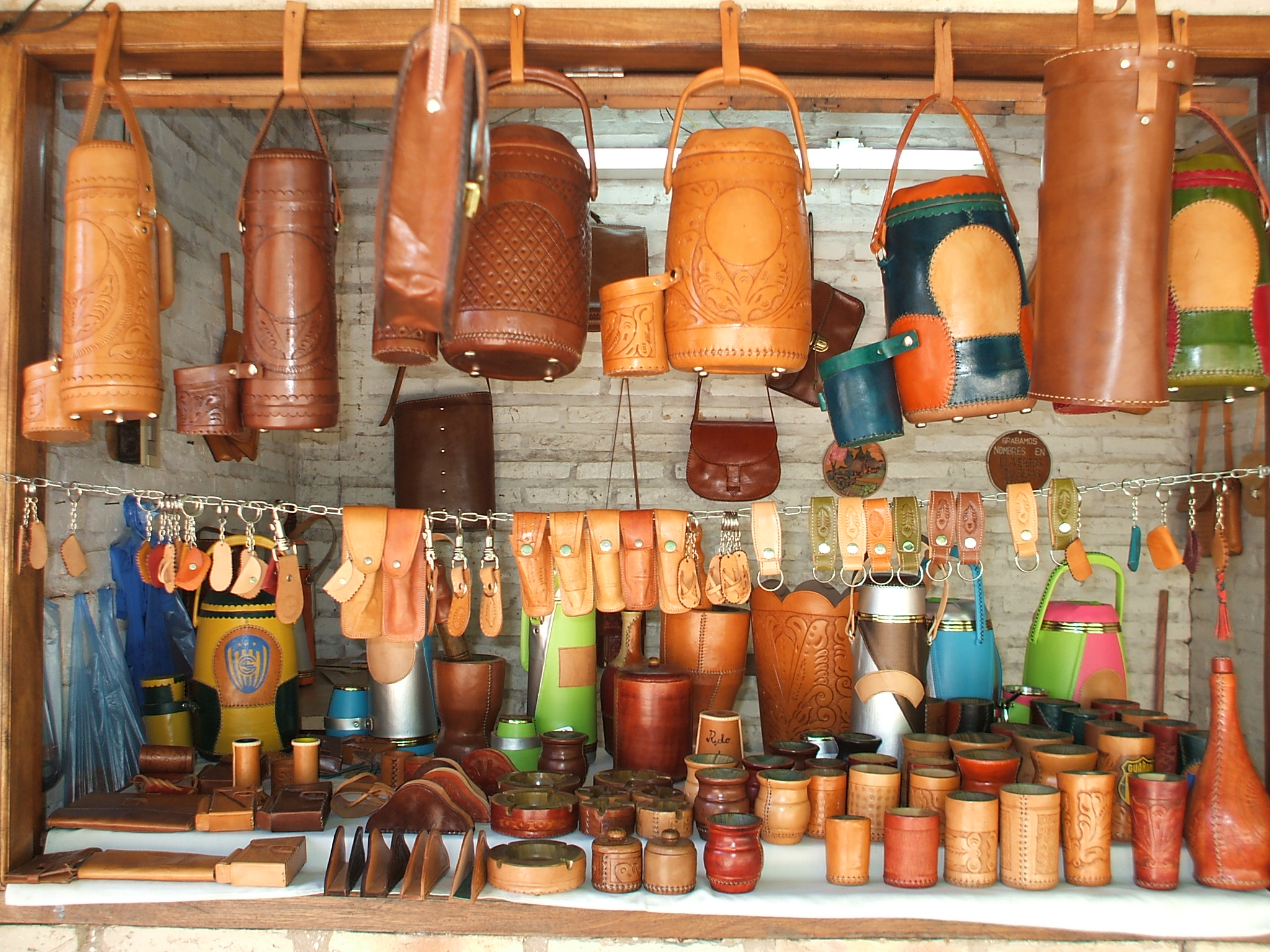

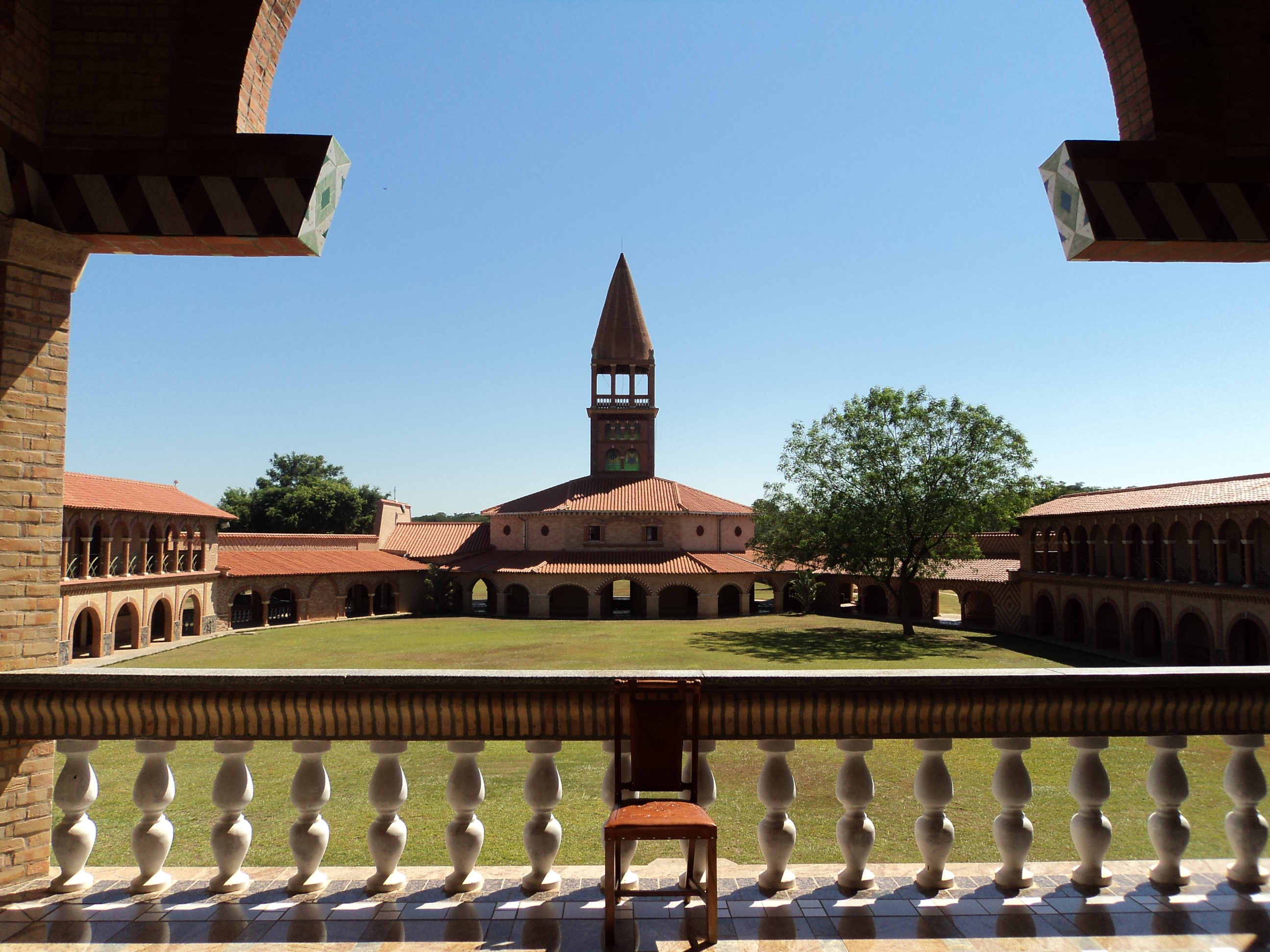

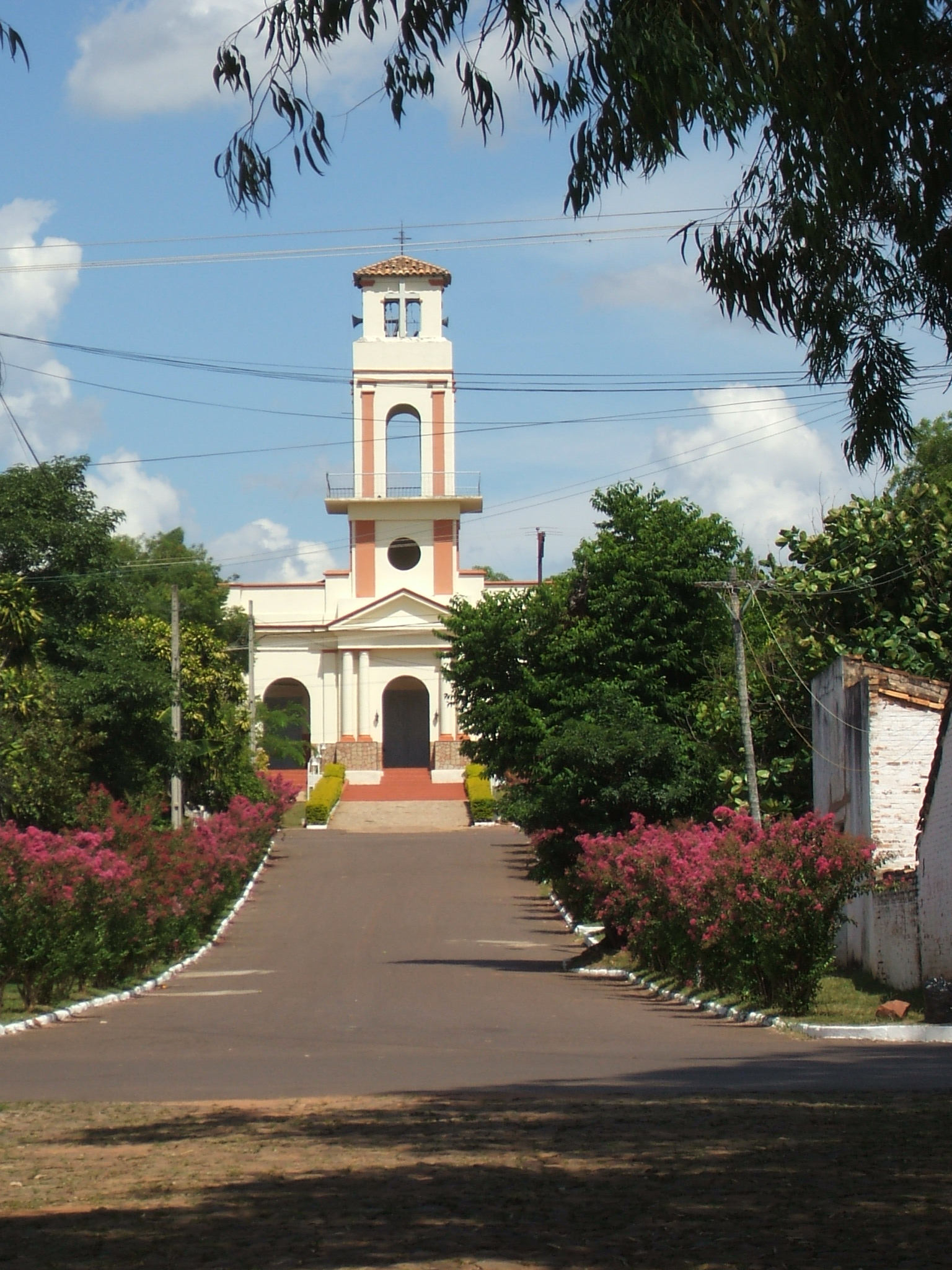

阿蒂拉（西班牙語：Atyrá），是巴拉圭的城鎮，位於該國中部，由科迪勒拉省負責管轄，始建於1538年，面積160平方公里，海拔高度95米，人口15,278，人口密度每平方公里70人。